# 三源假說
三源假說（英語：Three-source hypothesis）是聖經研究中，用來解釋對觀福音書問題的一個假說，屬於馬可居先說。這個假說認為，馬太福音使用了馬可福音跟Q來源作為寫作材料，而更晚的路加福音，使用了馬可福音、Q來源與馬太福音這三個來源。最早由19世紀的德國聖經學者提出。

## 概論
這個假說綜合了雙源假說與法瑞爾假說，假設Q來源存在。
支持這個假說的學者，有Heinrich Julius Holtzmann，愛德華·賽門（Eduard Simons） ，Hans Hinrich Wendt 等人。